# تراگواین
تراگواین (به آلمانی: Tragwein) یک منطقهٔ مسکونی در اتریش است که در ناحیه فرایشتات واقع شده‌است. تراگواین ۳۹٫۵ کیلومتر مربع مساحت دارد ۴۹۱ متر بالاتر از سطح دریا واقع شده‌است.

## خواهرخوانده
شهر آمونبرگ خواهرخواندهٔ تراگواین هست.